# 辽宁广播电视台生活频道
辽宁广播电视台生活频道是辽宁广播电视台运营的一条电视频道，开播于2002年。该频道以家庭生活类节目为主。

## 主要栏目
- 生活导报
- 快乐生活一点通(全国电视台播出)
- 大城小事
- 大事小情
- 有一说一
- 我的选择
- 罪与罚
- 食全食美（北京生活频道节目）